# AXIS (雑誌)
AXIS（アクシス）は、1981年9月からアクシスより発行されているデザイン情報誌。創刊当初は季刊で発行され、56号（1995年）より隔月刊で年6冊発行されている（奇数月の1日発売）。発行部数は公称3万部（国内2万部、海外1万部）。

## 概要
42号（1992年）の紙面リニューアルより本格的なバイリンガル化（1990年頃から英訳の冊子が付いていた）をおこなってから今日に至るまで、和／英のバイリンガルで編集されている数少ないデザイン専門誌である。国内外のデザイン関係者の認知度は高く、まだデザインという言葉自体の認知度が低かった1980年代より、表面的な形のデザインでなく、文化、コミュニケーション、ビジネスなどにおけるデザインの役割を広義にとらえて伝えている。
記事には様々なものが取り上げられ、特徴的なものに、様々な企業の製品のプロトタイプを集めた特集や、日本の職人の技術や手技をとらえた連載『匠のかたち』などがある。
紙面のデザインは、ほぼすべてアクシス社内で制作され、DTPデザインとしても評価が高い。42号（1992年）よりフルDTPで制作され（1986年頃から一部DTP）、現在ではAdobe InDesignがレイアウトソフトとして使われている。また、紙面のデザインをしているグループは他にWEBサイトなどのデザインも多数手がけており、これも内外で評価が高い（アクシス社内には様々な領域のデザイングループがある）。
編集部は六本木アクシスビル内にある。雑誌AXISはデザイン・コングロマリットであるアクシス（アクシスプロジェクト）の一端を担っている。
2008年現在、編集長は石橋勝利、アートディレクターは宮崎光弘、戸村匡史（127号、2007年5・6月号より）

## フォント
紙面に使用されているフォントは、専用に開発された「AXIS Font」。創刊20周年を機に誌面リニューアルをおこなった93号（2001年9・10月号）より、7ウェイトからなるこのフォントを、ほぼ全ての文字要素に使用している。海外の雑誌などでは専用のフォント（エクスクルーシヴ・フォント）を独自に開発・使用することも珍しくないものの、数万字に及ぶ日本語フォントを雑誌のために開発・使用することはきわめて珍しいケースと言える。このフォントは、海外のエクスクルーシヴ・フォント同様、約8ヶ月間紙面で使用されたのち発売された。さらに123号（2006年9・10月号）では新たに開発された長体のAXIS Condensed、AXIS Compressedが表紙に使用され、その後も紙面で使用されている。このような長体のファミリーをそろえた日本語フォントは他に類がなく、123号（2006年9・10月号）の編集後記でアートディレクターの宮崎光弘は「実は日本語としては初めての試みのデザインです。（中略）今までの日本語フォントと比べると、似て非なるものであることがわかります。」と述べている。この発言の背景には、これまで日本語フォントで長体を使用する際には、既存の書体を横方向に縮小して使用していたということがある（変形した書体はバランスが崩れ、その特徴や魅力を失ってしまうことが多い）。
エクスクルーシブ・フォントを使用することで懸念されることの一つに、紙面のデザインが平坦で退屈なものになってしまうということがある。しかし当時まだ珍しかった極細の書体を含む7種類のウェイトと、さらに123号以降では前出の長体をもちいることで、紙面に変化を持たせることに成功している。

## 表紙
70号（1999年11・12月号）より採用されている、各業界のデザイナーなどを起用（一部例外あり）し、そのポートレートで構成した表紙が特徴的である。毎回その時期の旬なデザイナーを起用する傾向があるためか、一般に知られていない人物も多い。そのため表紙に採用されることで、そのデザイナーの専門領域を超えて広く国内外にその名を知られることになることも多い。余談だが、96号（2002年3・4月号）の表紙を飾った深沢直人は、当時所属していたIDEO JapanがAXISビル内にあったため、この号の発売直後はAXISビル内にある書店「BIBLIOPHILE」には恥ずかしくて近寄れなかったという噂がまことしやかにささやかれた。
また、表紙の人物に関連して、アクシスビル内のギャラリーで展覧会やフォーラムを開くことも多い。
表紙写真の撮影は筒井義昭。93号（2001年9・10月号）より撮影方法を変更し、それまでのカラーバックの撮影から、薄いグレーの背景に自然光という撮影方法に変更した。124号（2006年11・12月号）より、以前とは異なるカラーバックの撮影方法に変更された。また、表紙を含め紙面に使用される写真の一部は、アクシス社内のスタジオで撮影されている。
100号（2002年11・12月号）の表紙は人物のシルエットだが、このシルエットは輪郭の特徴などからアートディレクターの宮崎光弘のものではないかと予想される。なお表紙に人物写真を使用することは2017年4月号で終了し、6月号からは特集をイメージする写真に変更された。
123号（2006年9・10月号）の表紙はAXISフォント（AXIS Condenced）である。

## 歴代の編集長
- 林英次
- 関康子
- 深川千夏子
- 石橋勝利
- 上條昌宏

## 歴代のアートディレクター
- 伊藤賦樹
- 宮崎光弘
- 大田浩司（87号、2000年9・10月号まで）
- 戸村匡史（127号、2007年5・6月号より）

## 表紙に採用された人物
（掲載順、括弧内は職業／掲載号）
- エットレ・ソットサス（建築家／70号）
- マルチェロ・ガンディーニ（カーデザイナー／71号）
- エリック・シュピーカーマン（タイポグラファー／72号）
- ソラブ・ホソギ（プロダクトデザイナー／73号）
- アンドレ・プットマン（インテリアデザイナー／74号）
- ジャン・ヌーベル（建築家／75号）
- ビル・モグリッジ（プロダクトデザイナー／76号）
- フィリップ・スタルク（クリエイター／77号）
- リチャード・ハッテン（デザイナー／78号）
- ジョナサン・アイブ（デザイナー／79号）
- 妹島和世（建築家／80号）
- 西沢立衛（建築家／80号）
- ジョン・ワーウィッカー（トマト／81号）
- スティーブ・ベイカー（トマト／81号）
- アート・デュリンスキー（モーション・グラフィックデザイナー／82号）
- ジャスパー・モリソン（デザイナー／83号）
- 柳宗理（デザイナー／84号）
- 三宅一生（デザイナー／85号）
- 安藤忠雄（建築家／86号）
- 仲條正義（グラフィックデザイナー／87号）
- ドミニク・ペロー（建築家／88号）
- マーク・ニューソン（デザイナー／89号）
- 伊東豊雄（建築家／90号）
- マールテン・ヴァン・セーヴェレン（メーカー／91号）
- レム・コールハース（建築家／92号）

以上、AXIS93号より。職業、氏名の表記は同号に掲載のもの
- 吉岡徳仁（デザイナー／93号）
- 前田ジョン（デザイナー／94号）
- カリム・ラシッド（インダストリアルデザイナー95号）
- 深沢直人（プロダクトデザイナー／96号）
- ロス・ラブグローブ（プロダクトデザイナー／97号）
- 川崎和男（デザイナー／98号）
- アレハンドロ・ザエラ・ポロ（建築家／99号）
- ファーシッド・ムサビ（建築家／99号）
- （100号はシルエット）
- ハイス・バッカー（デザイナー、デザインディレクター／101号）
- 青木淳（建築家／102号）
- リチャード・サッパー（インダストリアルデザイナー／103号）
- 平野敬子（デザイナー／104号）
- ジェームズ・ダイソン（ダイソン会長／105号）
- ジャック・ヘルツォーク（建築家／106号）
- クリストファー・バングル（カーデザイナー／107号）
- インゴ・マウラー（照明デザイナー／108号）
- ミケーレ・デ・ルッキ（建築家、デザイナー／109号）
- 佐藤卓（グラフィックデザイナー／110号）
- 八木保（グラフィックデザイナー／111号）
- アンジェロ・マンジャロッティ（建築家／112号）
- ロン・アラッド（デザイナー、建築家／113号）
- エンツォ・マーリ（デザイナー／114号）
- グエナエル・ニコラ（デザイナー／115号）
- 山中俊治（プロダクトデザイナー／116号）
- 原研哉（グラフィックデザイナー／117号）
- 柴田文江（インダストリアルデザイナー／118号）
- コンスタンティン・グルチッチ（インダストリアルデザイナー／119号）
- フェルナンド・カンパーナ（デザイナー／120号）
- ウンベルト・カンパーナ（デザイナー／120号）
- 佐藤可士和（アートディレクター／121号）
- 小泉誠（家具デザイナー／122号）
- （123号はAXISフォント）
- アレクサンダー・ゲルマン（デザイナー／124号）
- パトリシア・ウルキオラ（インダストリアルデザイナー／125号）
- 藤原大（デザイナー／126号）
- ヘラ・ヨンゲリウス（デザイナー／127号）
- 岩井俊雄（メディアアーティスト／128号）
- トム・ディクソン（デザイナー／129号）
- 安積朋子（デザイナー／130号）
- マルティ・ギシェ（デザイナー／131号）
- イヴ・ベアール（デザイナー／132号）
- ステファノ・マルツァーノ（フィリップスデザイン CEO 兼 チーフ・クリエイティブ・ディレクター／133号）
- マーク・パーカー（ナイキ CEO／134号）
- アストリッド・クライン & マーク・ダイサム（建築家・デザイナー／135号）
- ハルトムート・エスリンガー（デザイナー／136号）
- 佐藤雅彦（大学教授／137号）
- 田川欣哉（takram代表、デザインエンジニア／138号）
- 阿部雅世（建築家、デザイナー／139号）
- 中村勇吾（インターフェースデザイナー／140号）
- 岩崎一郎（プロダクトデザイナー／141号）
- 石井裕（マサチューセッツ工科大学メディアラボ副所長・教授／142号）
- サム・ヘクト（デザイナー／143号）
- バーバー・オズガービー（デザイナー／144号）
- 廣村正彰（グラフィックデザイナー／145号）
- 藤本壮介（建築家／146号）
- デイヴィッド・アジャイ（建築家／147号）
- 水戸岡鋭治（工業デザイナー、イラストレーター／148号）
- 隈研吾（建築家／149号）
- 葛西薫（アートディレクター／150号）
- アンソニー・ダン ＆ フィオナ・レイビー（151号）
- 梅原真（152号）
- 五十嵐久枝（デザイナー（153号））
- アレハンドロ・アラヴェナ（建築家／154号）
- トラフ建築設計事務所（建築家／155号）
- WOW（ヴィジュアル デザイン スタジオ／156号）
- 暦本純一（157号）
- アトリエ・ワン （塚本由晴＋貝島桃代　建築家／158号）
- シュテファン・ディーツ（159号）
- トネリコ（建築家／160号）
- ワルター・デ・シルヴァ（161号）
- 鈴木康広 （デザイナー／162号）
- 伊藤穰一（163号）
- 佐藤オオキ（デザイナー／164号）
- ジョルジェット・ジウジアーロ（デザイナー／165号）
- 榮久庵憲司（デザイナー／166号）
- 寄藤文平（デザイナー／167号）
- 片山正通（デザイナー／168号）
- 永井一正 & 永井一史（169号）
- マライエ・フォーゲルサング（170号）
- 杉本博司（171号）
- アルベルト・メダ（172号）
- ティム・ブラウン（173号）
- フォルマファンタズマ（174号）
- 永田宏和（175号）
- 田根剛（176号）
- 田子學（177号）
- 田村奈穂（デザイナー／178号）
- フランク・ゲーリー（建築家／179号）
- 落合陽一（研究者／180号）
- ネリ＆フー（181号）
- 緒方慎一郎（182号）
- 皆川明（デザイナー／183号）
- アトリエ・オイ（建築家／184号）
- 石橋素（186号）
- 真鍋大度（186号）
- 寺尾玄（起業家／186号）
- 三澤遥（229号）
- ロナン・ブルレック（230号）
- 黒河内真衣子（231号）
- 安藤忠雄（建築家／232号）
- 武井祥平（233号）

以上、各号カバーインタビューより。職業、氏名の表記はカバーインタビューに掲載のもの。